# Beaulieu-sur-Oudon
Beaulieu-sur-Oudon är en kommun i departementet Mayenne i regionen Pays de la Loire i nordvästra Frankrike. Kommunen ligger i kantonen Loiron som tillhör arrondissementet Laval. År 2022 hade Beaulieu-sur-Oudon 500 invånare.

## Befolkningsutveckling
Antalet invånare i kommunen Beaulieu-sur-Oudon
| Referens: INSEE |